# El Progreso (Las Margaritas)
El Progreso es una localidad del estado mexicano de Chiapas. Es parte del municipio de Las Margaritas.

## Demografía
| Gráfica de evolución demográfica |
|                                  |

| Censo | Población |
| ----- | --------- |
| 1980  | 504       |
| 1990  | 733       |
| 2000  | 875       |
| 2010  | 1 007     |
| 2020  | 1 187     |